# Československý pavilon na Světové výstavě 1933
Československý pavilon na Světové výstavě roku 1933 v Chicagu byl výstavní pavilon, který prezentoval návštěvníkům tehdejší Československo. Organizátoři výstavy rozhodli, že jednotlivé stavby nemají odkazovat k historickým formám, ale mají vyjadřovat moderní dobu a naznačovat budoucí vývoj v architektuře. Velkoryse navržený pavilon s velkými prosklenými plochami od architekta Kamila Roškota zcela zapadal do tohoto konceptu. Kromě sedmdesáti firem, které zde vystavovaly, se ČSR prezentovala i národním nápojem – pivem. Celkově československý  pavilon navštívilo 6,5 milionu lidí.

## Popis

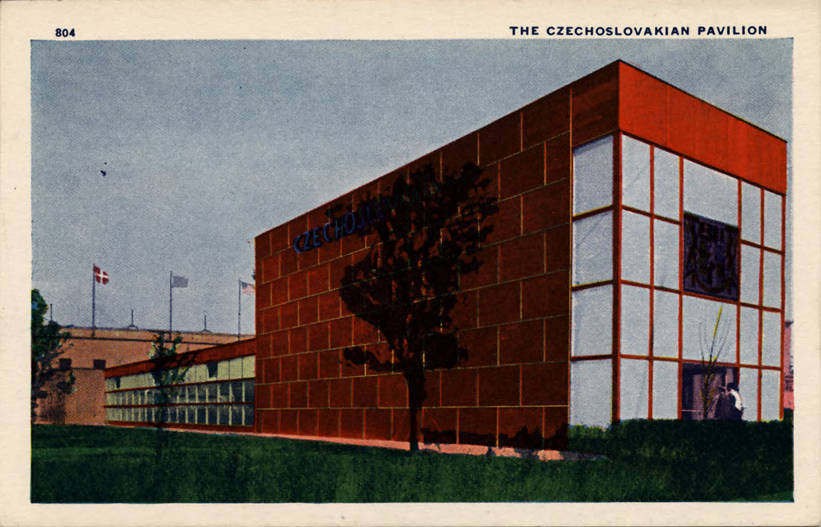
Československý pavilon na Světové výstavě 1933 v Chicagu

Architektonický návrh pavilonu vytvořil Kamil Roškot. Pavilon se nacházel v centru celé výstavy nedaleko Paláce vědy. Stavba byla členěna na dvě části. Přední vstupní část byla asi devět metrů vysoká a vedla do dlouhé a nízké části výstavní. Na proskleném průčelí se nad vchodem nacházela krásně provedená skleněná mozaika československého státního znaku. Obě postranní zdi výstavní části byly také prosklené, zatímco vyšší přední část měla stěny ze žluté překližky.
Vnitřní expozici sestavil Ladislav Turnovský. Československé hory a další přírodní krásy byly zastoupeny v malbách československých umělců v turistické části. V průmyslové části se mezi sedmdesáti vystavovateli objevily například sklářské firmy či karlovarská porcelánka a k vidění byly také selské výrobky, české granáty, křišťálové korálky, šperky, hračky nebo slovenské výšivky. Zavedení výroby piva ve Spojených státech dalo československým výrobcům ječmene, chmele a výčepních zařízení možnost prezentovat tyto světově proslulé výrobky.
Součástí československé prezentace byla také restaurace se servírkami a muzikanty v národních krojích, která nabízela plzeňské pivo a další speciální české nápoje a také lahodnou pražskou šunku.